# Danis-Tavanasa
Danis-Tavanasa ([dɐˌnistɐvɐˈnazɐ]ⓘ) ist eine Fraktion der Gemeinde Breil/Brigels in der Surselva im Kanton Graubünden in der Schweiz. Per Ende 2009 lebten in Danis-Tavanasa 449 Personen.

## Danis
Danis liegt auf der linken Seite des Vorderrheins am Anfang der Strasse hinauf nach Brigels auf einer Höhe von 842 m. ü. M.
Der Ortsname wird im Jahr 765 im Testament von Bischof Tello als Anives erwähnt. 1581 baute Abt Christian von Castelberg in Danis zur Abwehr der Reformation eine Dreifaltigkeitskapelle. Die heutige Dreifaltigkeitskirche wurde 1656 gebaut und 1995/1996 umgebaut.
Danis ist Standort der Primarschule der Fraktion und eines Teils der Gesamtgemeinde Breil/Brigels sowie der gesamten Sekundar- und Realschule.

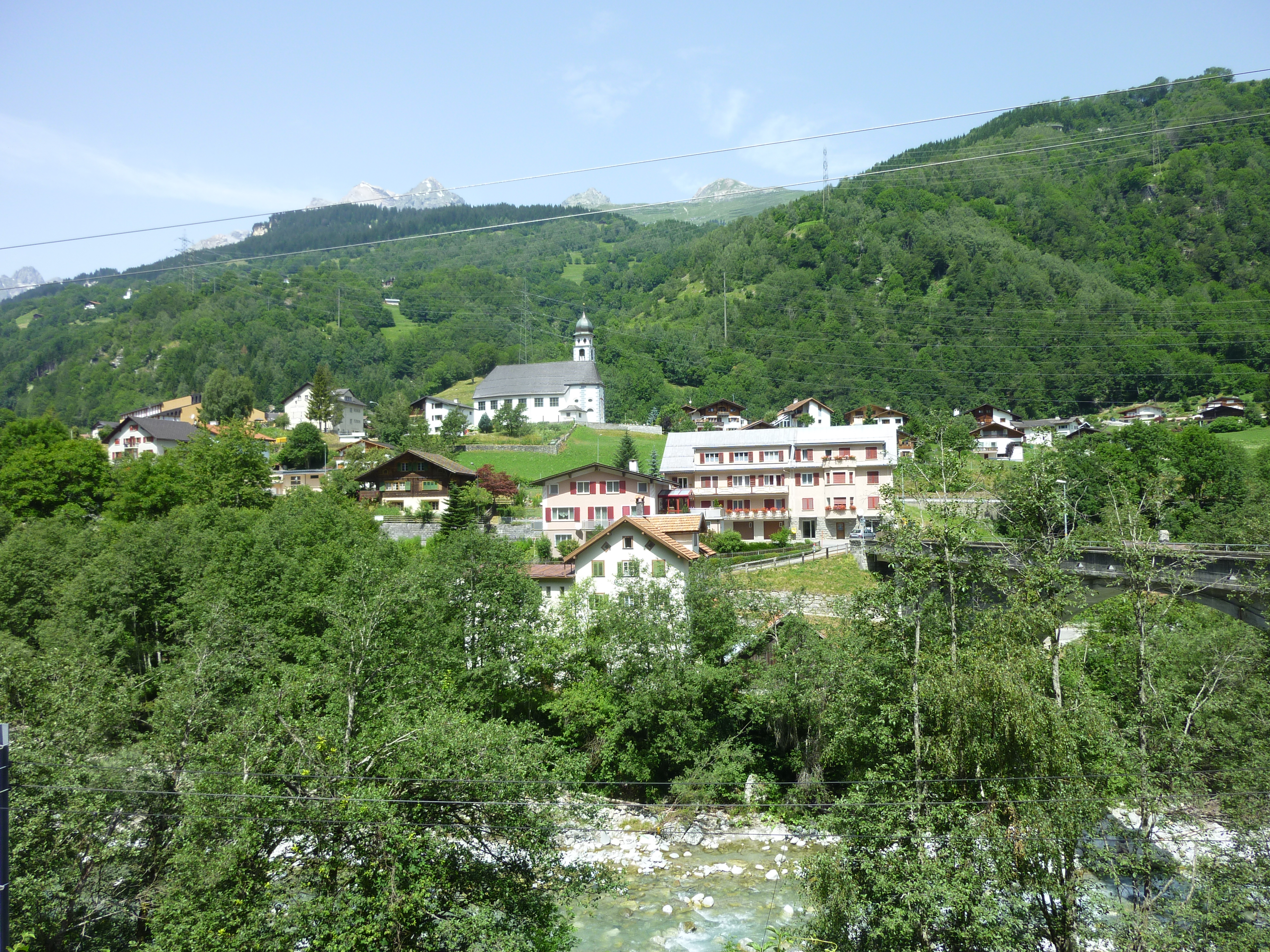
Danis
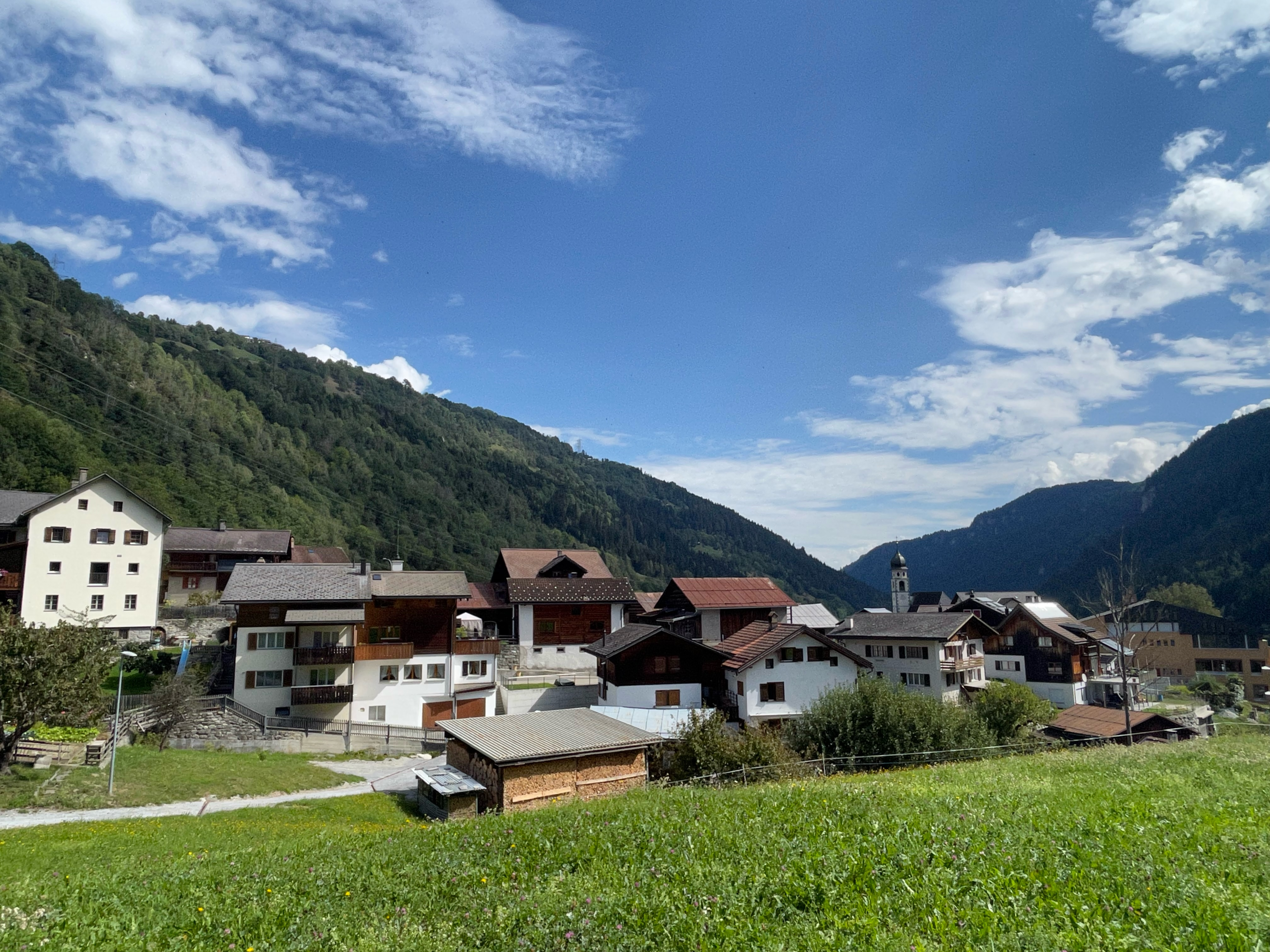
Ansicht von Westen
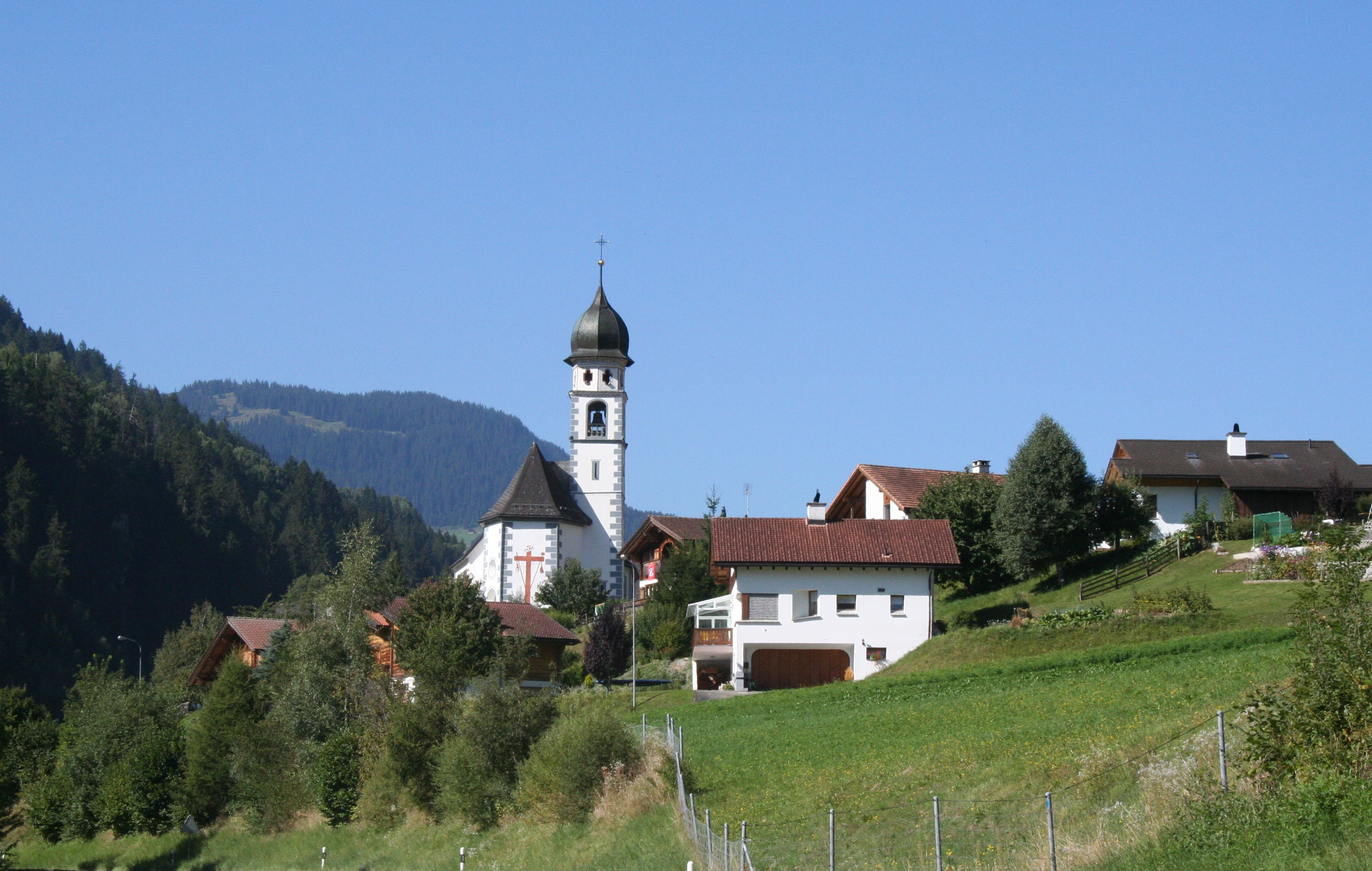
Kirche Danis
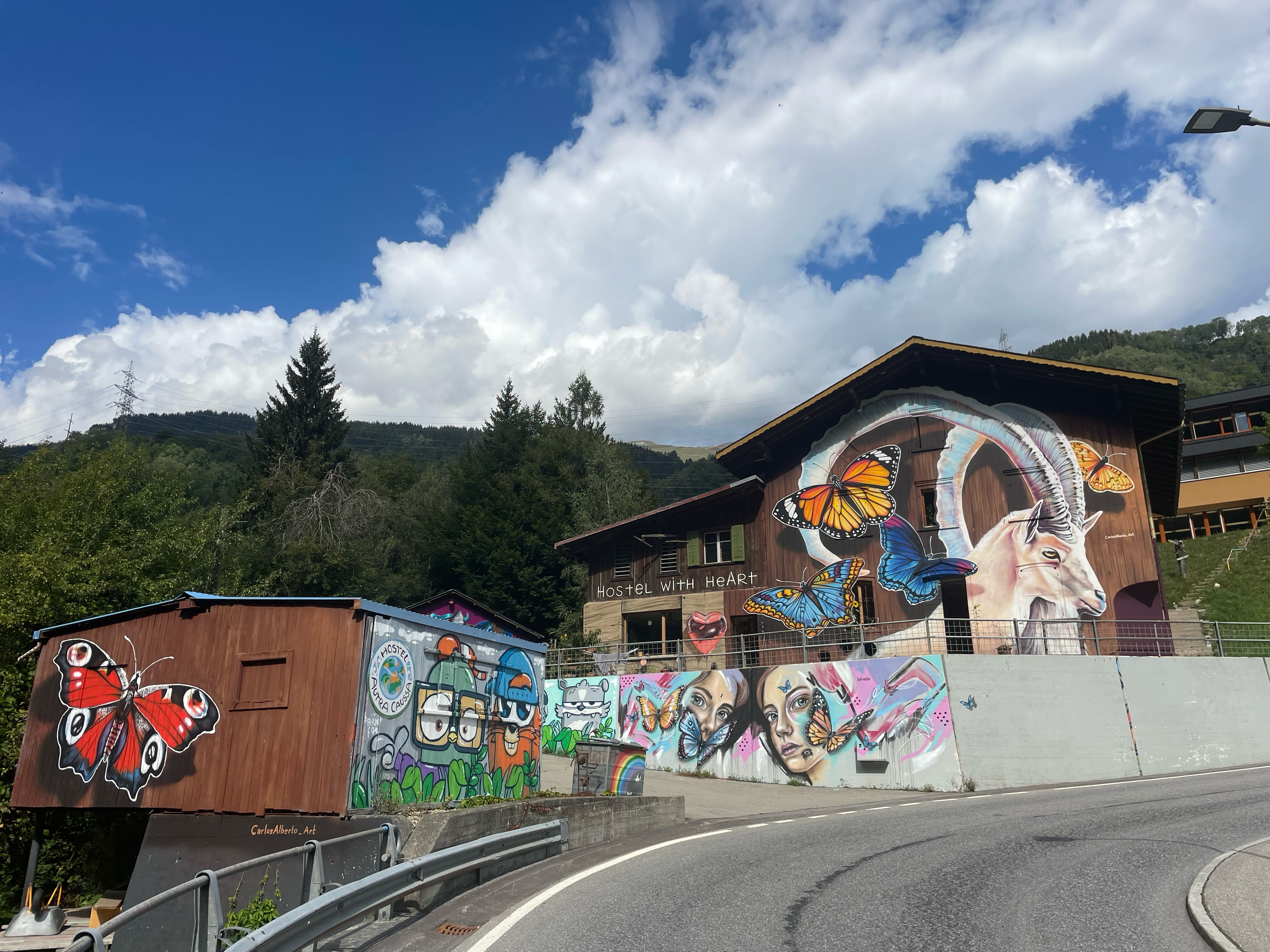
«Hostel with heart»
Luftbild (1957)

## Tavanasa
Tavanasa ▼, ein Strassendorf von rund 600 Metern Länge, liegt etwas tiefer als Danis in der Talsohle des Vorderrheins auf der rechten Flussseite auf einer Höhe von 788 m. ü. M. 
Der Ort wurde 765 von Bischof Tello als Abbatissae urkundlich erwähnt, 1470 als thafanatzen. Nach 1185 bildete der Petersbach östlich von Tavanasa die östliche Grenze der Cadi, der Region um das talaufwärts gelegene Disentis/Mustér.
Die Schulkinder von Tavanasa besuchen die Schule entweder in Danis auf der anderen Flussseite oder in Breil/Brigels. 
Unmittelbar oberhalb Tavanasa liegen auf einem nahezu unzugänglichen Felsblock die Ruinen der Burg Heidenberg. Diese liegt auf dem weit hinabreichenden Gemeindegebiet von Obersaxen Mundaun.
Im Jahr 2015 feierte Tavanasa – neben Sagogn einer der wenigen der von Bischof Tello in seinem Testament erwähnten Orte – sein 1250-Jahres-Jubiläum, unter anderem mit einer Ausstellung und einem Freilichttheater. In jüngster Zeit wurde Tavanasa durch das Werk des Schriftstellers Arno Camenisch bekannt.

## Verkehr und Wirtschaft
Danis-Tavanasa ist seit 1890 durch die Kantonsstrasse mit dem rund 350 Meter höher liegenden Breil/Brigels verbunden. Mit Breil/Brigels ist Danis-Tavanasa auch durch eine Postautolinie verbunden. Nördlich des Dorfes Tavanasa liegt seit 1912 die Station der Rhätischen Bahn Tavanasa-Breil/Brigels. 
1905 entwarf der Berner Ingenieur und Brückenbauer Robert Maillart zwischen Tavanasa und Danis eine Brücke über den Rhein, seinen ersten Dreigelenk-Kastenträger mit ausgeschnittenen Zwickeln, der 1927 jedoch durch einen Murgang weitgehend zerstört wurde. Die Nachfolgebrücke ist eine Konstruktion aus dem Jahre 1928 vom Churer Ingenieur Walter Versell und steht seit Herbst 2016 nur noch den Fussgängern und Fahrradfahrern zur Verfügung. Am 30. September 2016 wurde die aktuelle Brücke über den Vorderrhein eröffnet, etwa 100 m flussaufwärts.
Seit 1946 ist Danis-Tavanasa für die Elektrowirtschaft von Bedeutung. Die Axpo AG unterhält talaufwärts ein Ausgleichsbecken des Kraftwerks Tavanasa-Obersaxen.

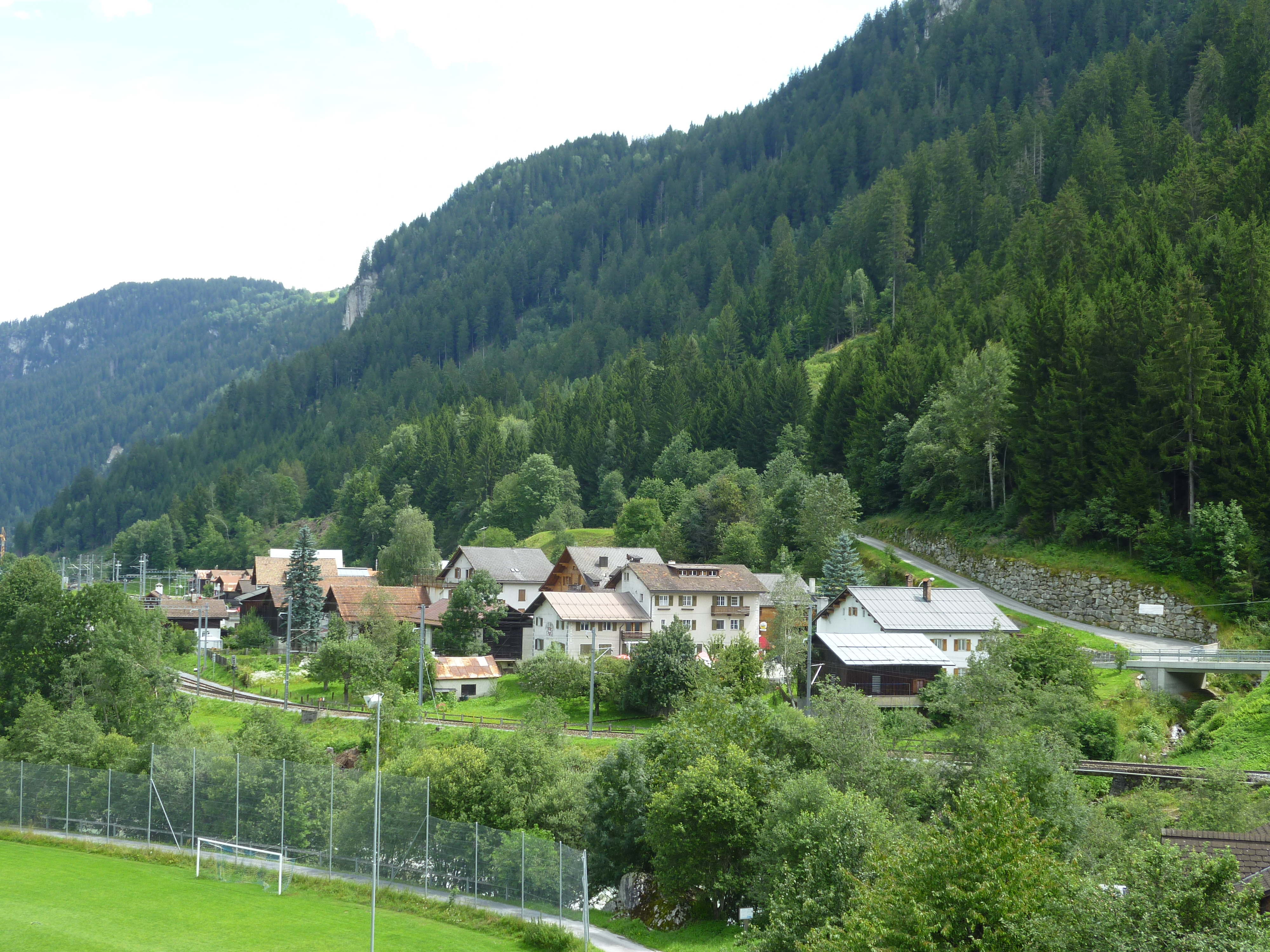
Tavanasa
Rheinbrücke (1906)
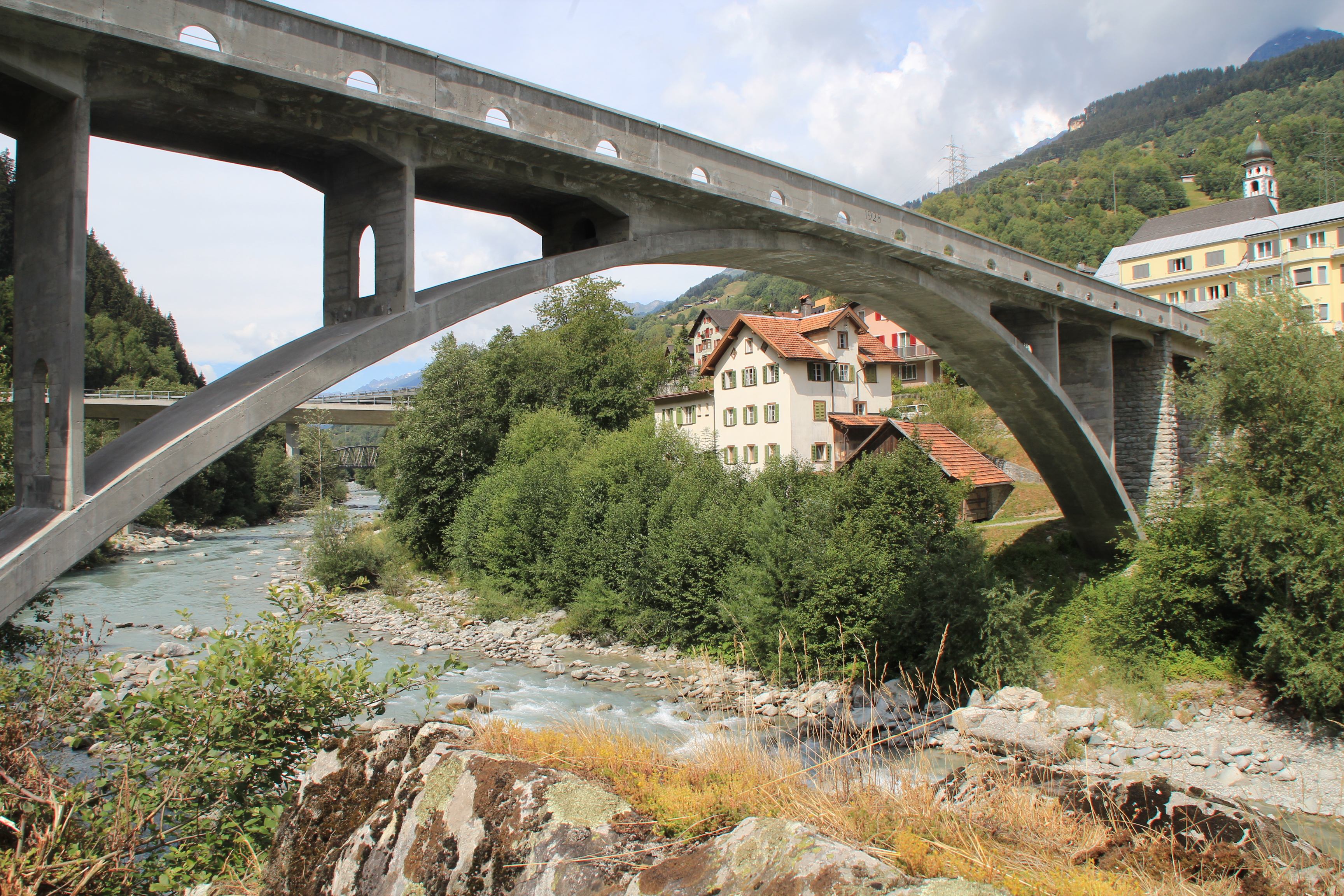
Rheinbrücke (1928), von Tavanasa aus gesehen
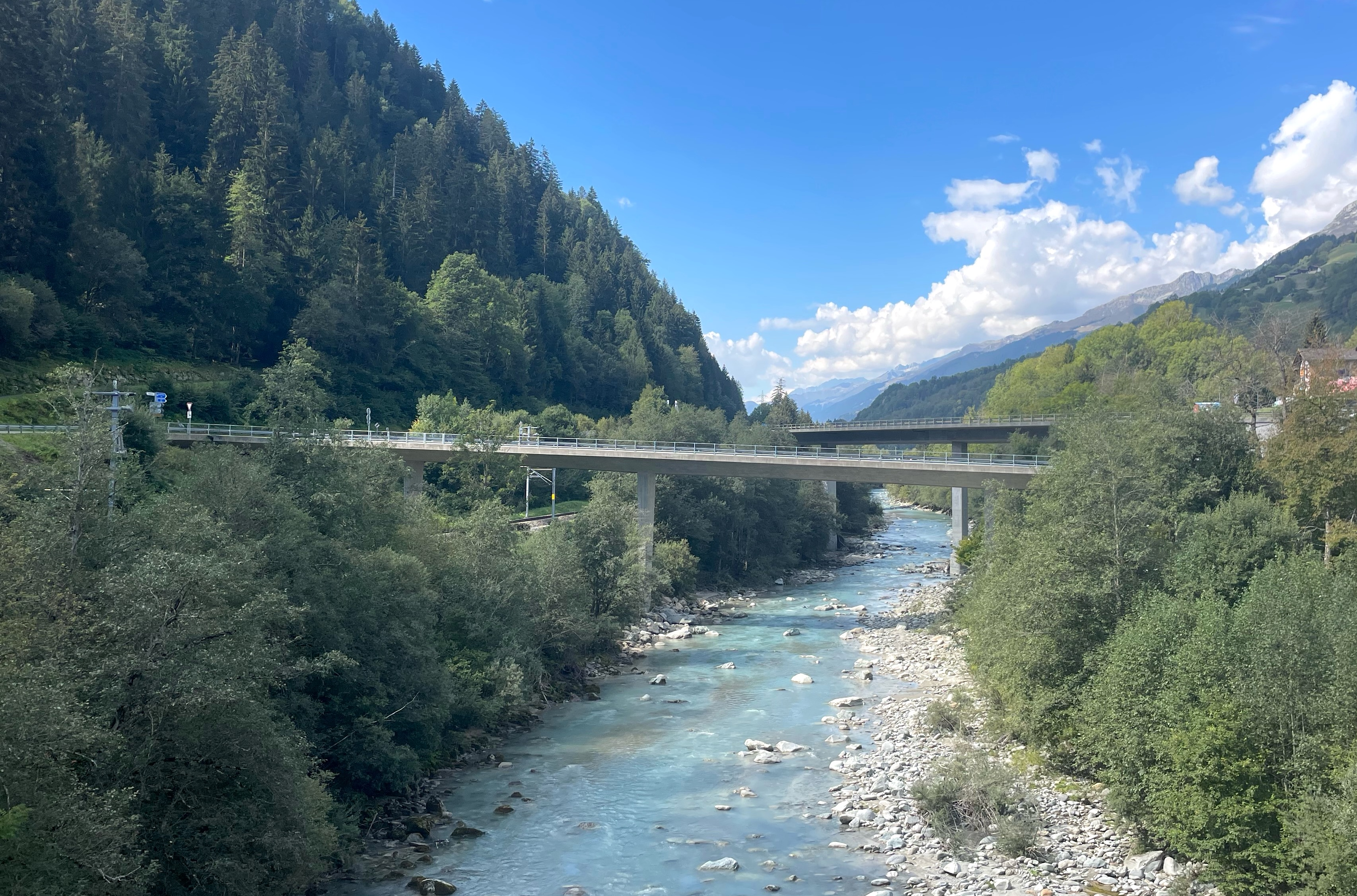
Rheinbrücke (2016) nach Westen
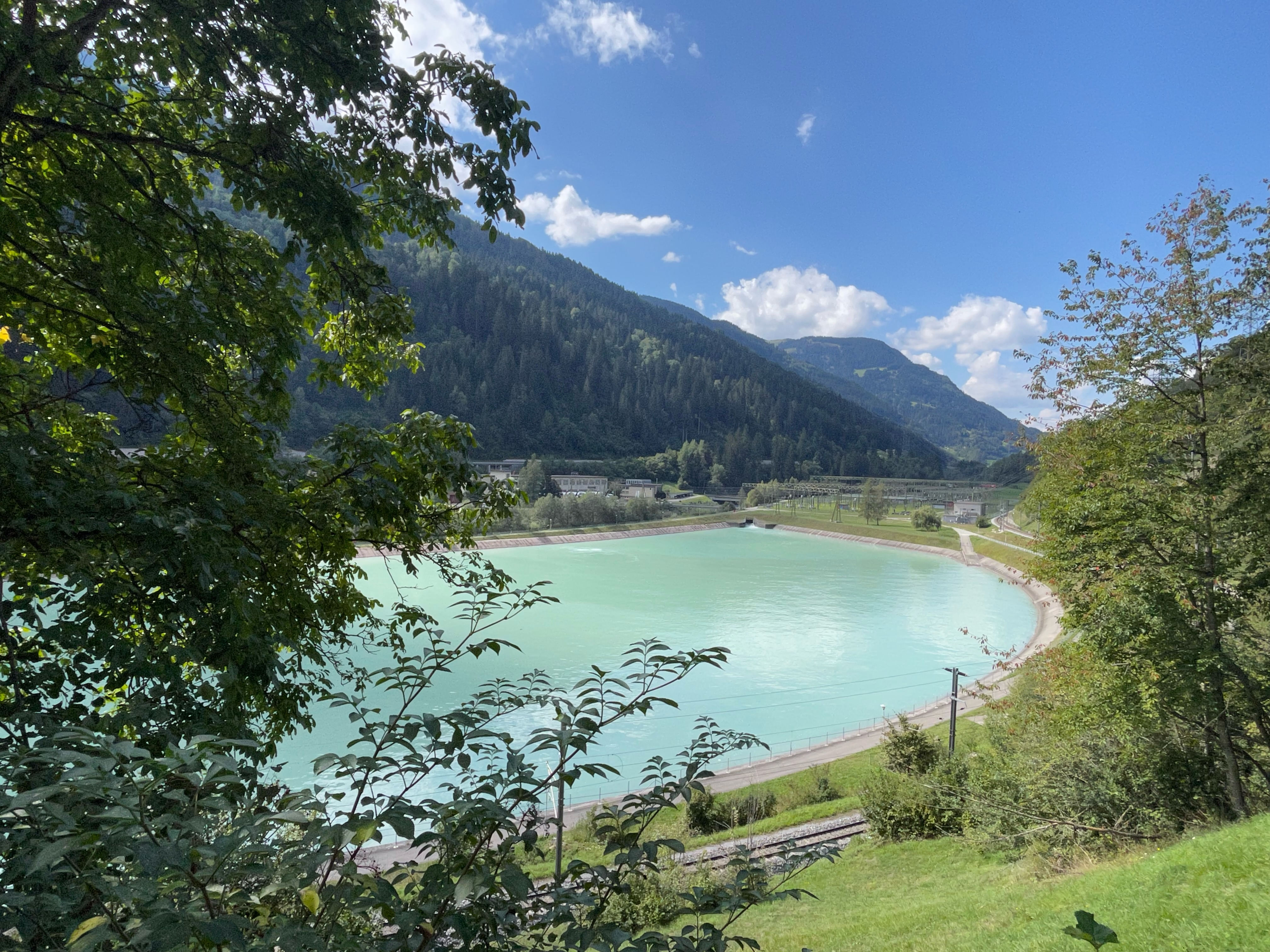
Ausgleichsbecken